# Attentat de Kidal du 14 décembre 2013
Pour les articles homonymes, voir Attentat de Kidal.
L'attentat de Kidal a lieu le 14 décembre 2013 lors de la guerre du Mali.

## Déroulement
Dans la nuit du 13 au 14 décembre, trois hommes sont suspectés d'effectuer un repérage près de la Banque malienne de solidarité (BMS) à Kidal. Le bâtiment est alors gardé  par des casques bleus sénégalais, de la MINUSMA, qui sont postés à l'extérieur tandis que quelques gardes nationaux maliens, sont postés à l'intérieur. Le lendemain matin, vers 6 heures 45, un véhicule piégé conduit par un kamikaze, fonce sur les militaires en poste devant la banque,,,,.
La façade de la banque s'effondre à la suite de l'explosion, d'autres bâtiments sont endommagés à plusieurs centaines de mètres à la ronde. Toutes les portes et fenêtres situées dans un rayon de 500 mètres sont soufflées. Un véhicule de la MINUSMA est également détruit. Des casques bleus et des soldats français viennent ensuite sécuriser la zone.  

## Bilan humain
Selon la MINUSMA, l'explosion provoque la mort de deux casques bleus sénégalais ainsi que celle du kamikaze. Plusieurs soldats maliens sont également blessés,. Sept Sénégalais sont blessés, dont un grièvement.

## Revendication
L'attentat est revendiqué le même jour par Sultan Ould Bady par un appel téléphonique à l'AFP, il déclare : « Je parle au nom de tous les moujahidines de l'Azawad: cette opération, est une réponse aux pays africains qui ont envoyé des militaires pour soutenir le combat de François Hollande en terre d'islam. »

## Suites
Le 11 mai 2014, Al-Housseini Ag Ahayare, dit « Mortalla »  est arrêté à Kidal par l'armée française. Ancien commissaire islamique d'Ansar Dine dans cette même ville, il avait ensuite rejoint le HCUA. Il est soupçonné d'être impliqué dans l'attentat du 14 décembre à Kidal.